# Heinrich Christoph Kolbe

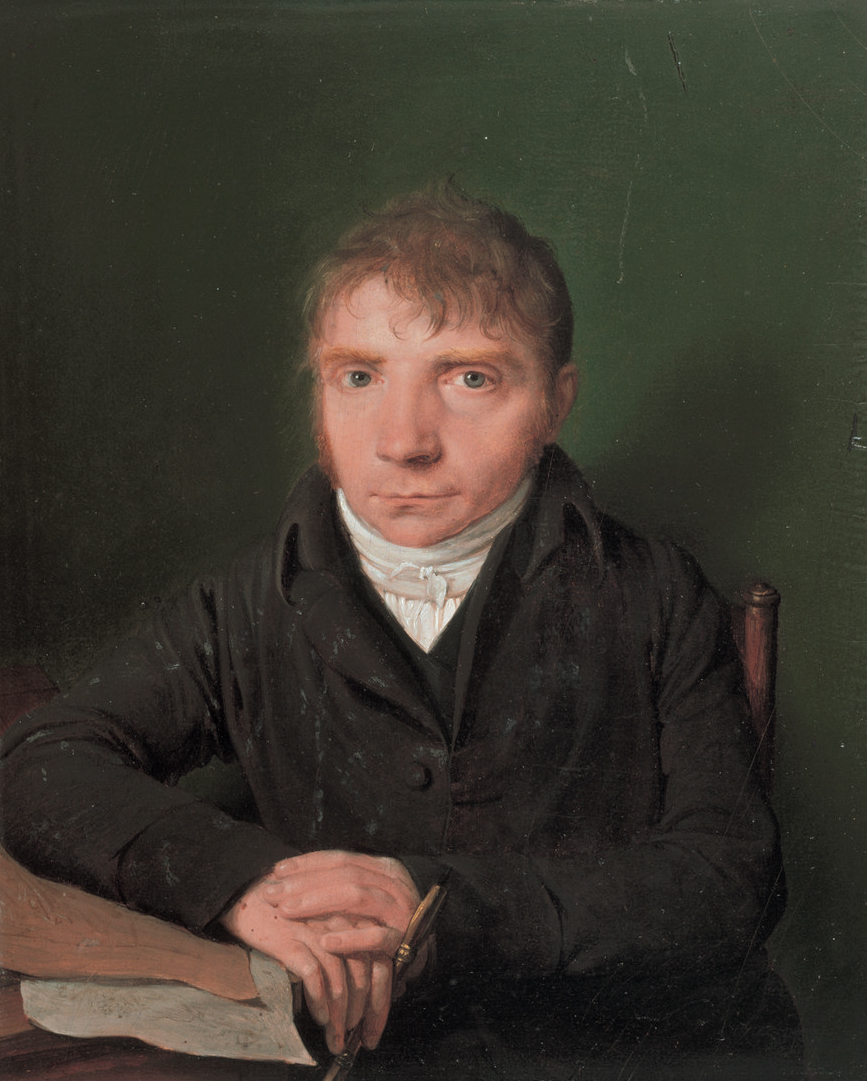
Heinrich Christoph Kolbe, Gemälde von Johann Peter Krafft

Heinrich Christoph Kolbe, auch Heinrich Christian Kolbe (* 2. April 1771 in Düsseldorf; † 16. Januar 1836 ebenda), war ein deutscher Historien- und Porträtmaler des Klassizismus und des Biedermeier.

## Leben
Seine erste künstlerische Ausbildung erhielt Kolbe, Sohn des aus Berlin gebürtigen Düsseldorfer Silberarbeiters Johann Dietrich Kolbe (1712 bzw. 1713–1776) und dessen Ehefrau Anna Gertrud, geborene Weymar (1730–1804), an der „alten“ Düsseldorfer Akademie bei Johann Peter Langer. Zugleich arbeitete er in Langers Tapetenfabrik. Im Jahr 1801, als die Tapetenfabrik wegen ihres hauptsächlich französischen Absatzmarkts links des Rheins nach Paris verlegt wurde, ging er zu einem zehnjährigen Studienaufenthalt ebenfalls dorthin, wo er bei François-André Vincent an der École des Beaux-Arts die Malerei vertiefte. 1806 heiratete er Marie Therèse Françoise, geborene Planchon (1785 bzw. 1786–1870). Das Paar hatte zwei Kinder, den Sohn Étienne Maria (1809–1834, ebenfalls Maler) und die Tochter Christine Louise (1807–1855). Er lebte im Kreis von Friedrich Schlegel und wirkte an dessen Zeitschrift „Europa“ mit. Später arbeitete er im Atelier von François Gérard. Im Frühjahr 1811 kehrte er nach Düsseldorf zurück und bezog das mütterliche Haus in der Carlstadt, Hohe Straße 20. Nun wurde er ein bevorzugter Bildnismaler des Rheinlandes. Etwa 60 Porträts entstanden allein in den Städten Barmen und Elberfeld. Die Bildnisse zeigen Angehörige der unternehmerischen Oberschicht und geben einen Hinweis auf die Bedeutung Wuppertals als Absatzmarkt und Lebensgrundlage der Düsseldorfer Maler des frühen 19. Jahrhunderts. In den Jahren 1818 bis 1820 ging er nochmals nach Paris. Eines seiner Bilder, das er in dieser Zeit im Salon de Paris ausgestellt hatte, präsentierte er wenig später auf einer Kunstausstellung in Lille und erhielt dafür eine Silbermedaille. In Weimar porträtierte er Johann Wolfgang von Goethe und Großherzog Carl August je zweimal. Ebenso entstanden zwei Bildnisse der Geliebten des Großherzogs, Caroline Jagemann.
Unter Direktor Peter von Cornelius war Kolbe 1822 Professor an der Düsseldorfer Kunstakademie (Gipsklasse, 2. Malklasse). Im Wintersemester 1831 unterrichtete Kolbe in der vorbereitenden Klasse insbesondere das Kopieren von Ölgemälden, wohingegen Wilhelm Schadow, neuer Direktor der Akademie seit 1826, die ausübende Klasse mit Komposition, Porträt- und Historienmalerei führte. Nach langem Streit mit Schadow wurde er 1832 beurlaubt, zunächst nur für zwei Jahre bei halbiertem Gehalt, dann mehrfach verlängert. Kolbes Suspendierung hatte Schadow mit dem Argument betrieben, Kolbe sei zur Erteilung des Unterrichts „in der Richtung seiner [Schadows] Schule nicht fähig, überdies aber dieser Richtung feindlich“.
Kolbe gilt als Vertreter einer im französischen Klassizismus gründenden sachlichen Porträtauffassung, die der idealistischen Kunstauffassung Schadows entgegenstand, und als ein Wegbereiter des Realismus in der Düsseldorfer Kunst. Düsseldorfer Künstler, die Kolbes realistische Porträttradition fortsetzten, waren sein Sohn Étienne und der Maler Peter Schwingen.
Kolbe starb 1836 nach längerer Krankheit in Düsseldorf im Alter von 64 Jahren.

## Werke (Auswahl)

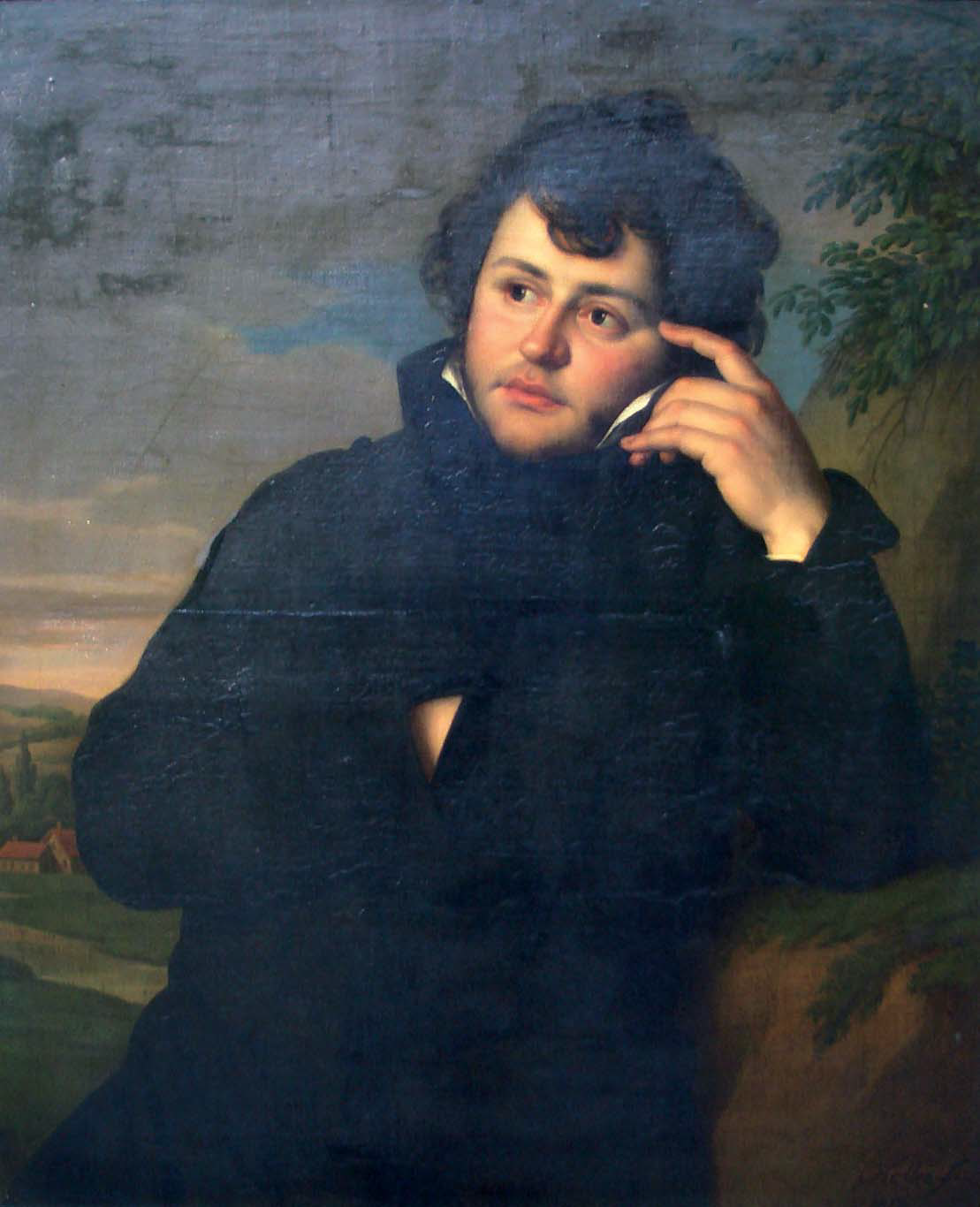
Gerhard Siebel (1817)
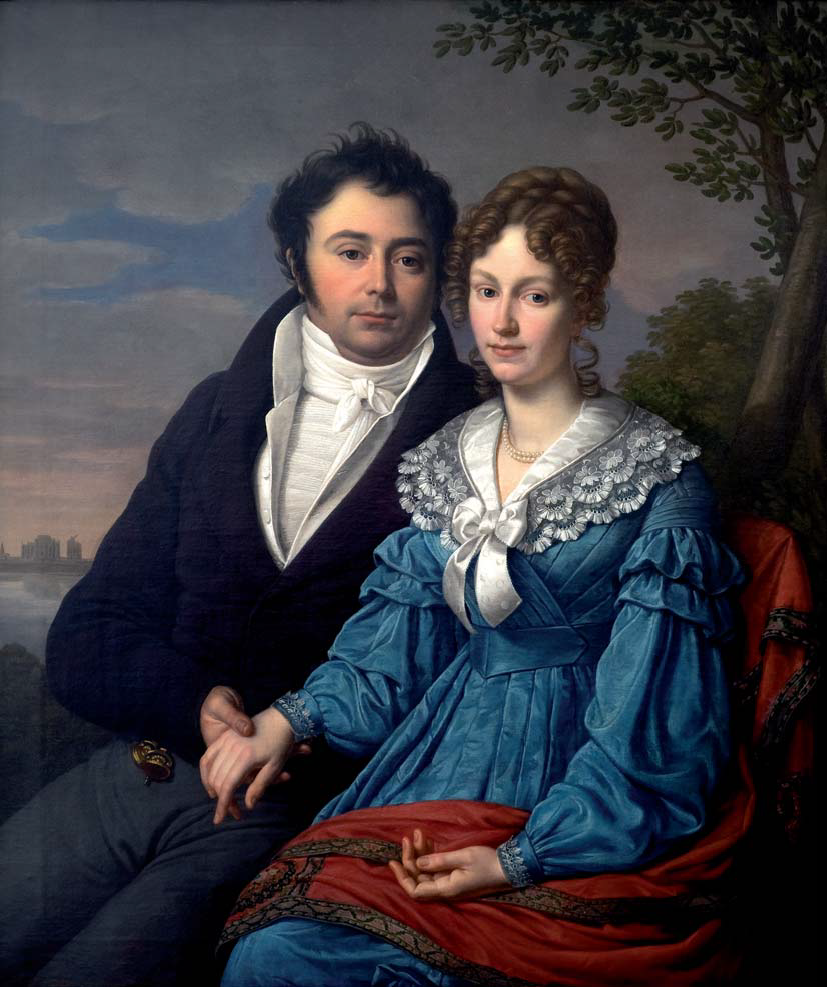
Heinrich Theodor Wilhelm und Catharina Jakobina Zanders (1817)
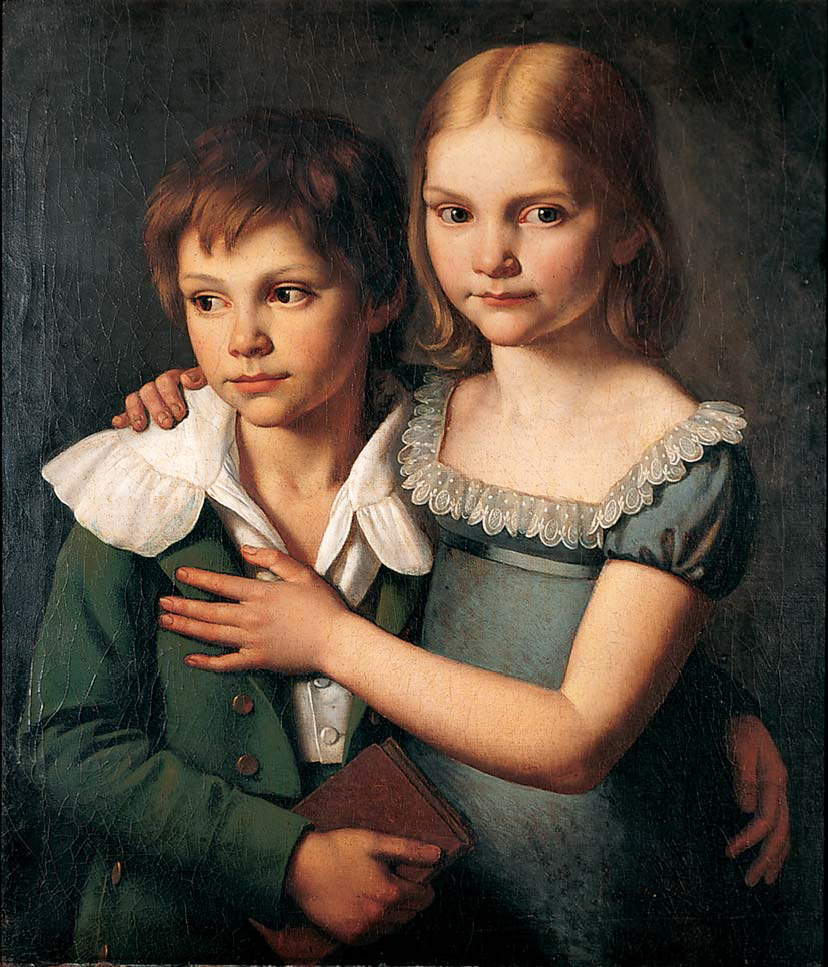
Étienne Maria und Christine Louise Kolbe, die Kinder des Künstlers (um 1820)
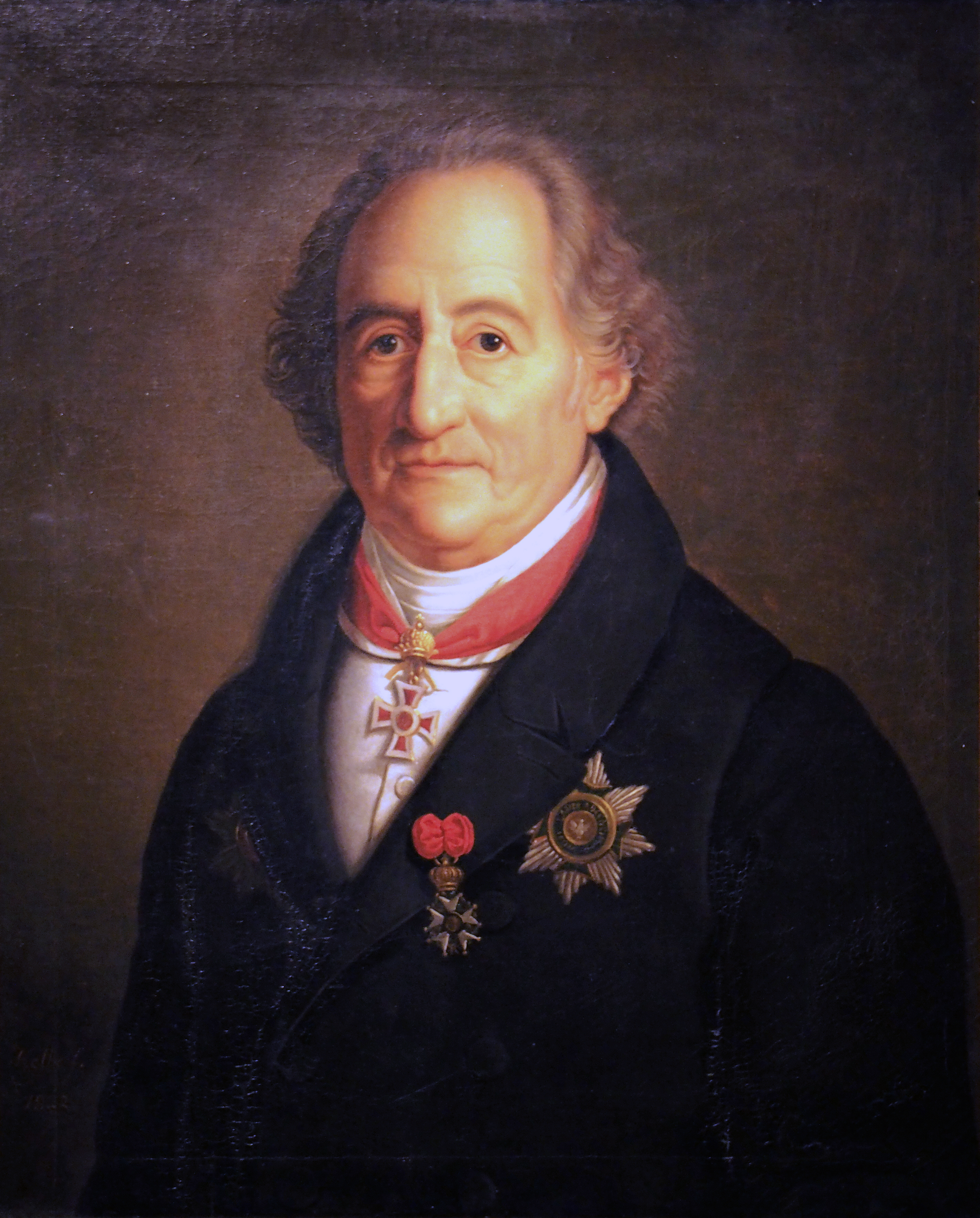
Johann Wolfgang von Goethe (1822)
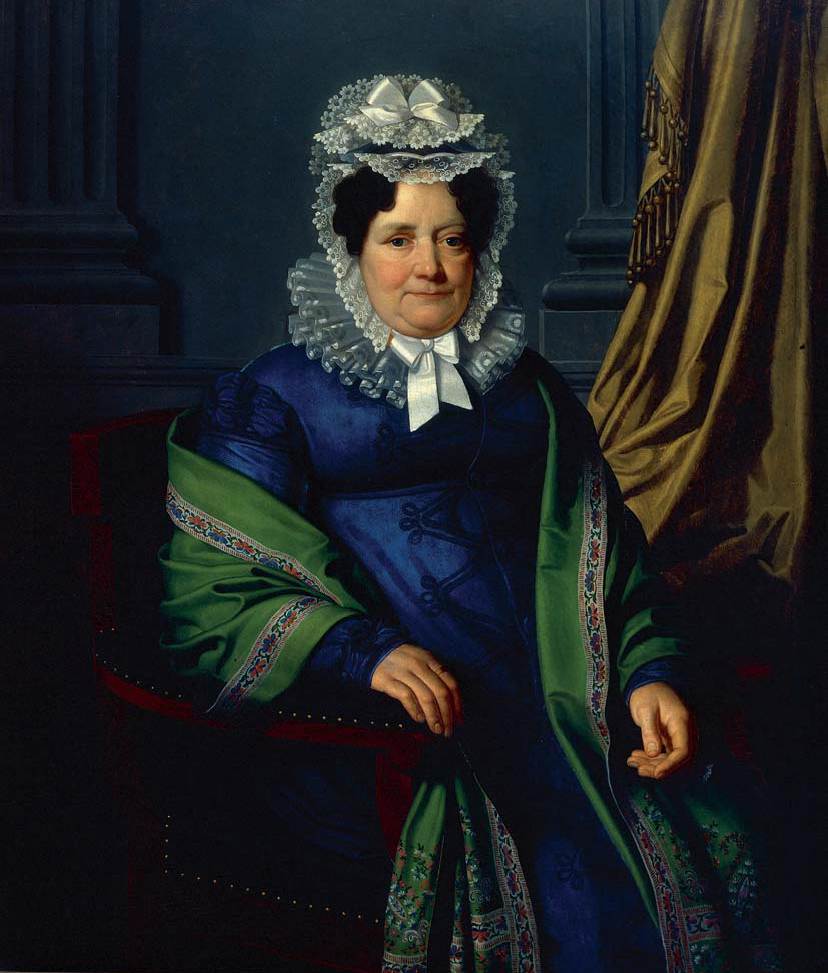
Anna Christina Hauptmann geb. Boeddinghaus (1825)
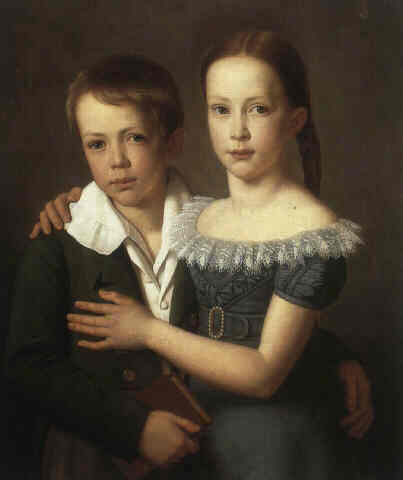
Alwine und Robert Uellenberg (1825)
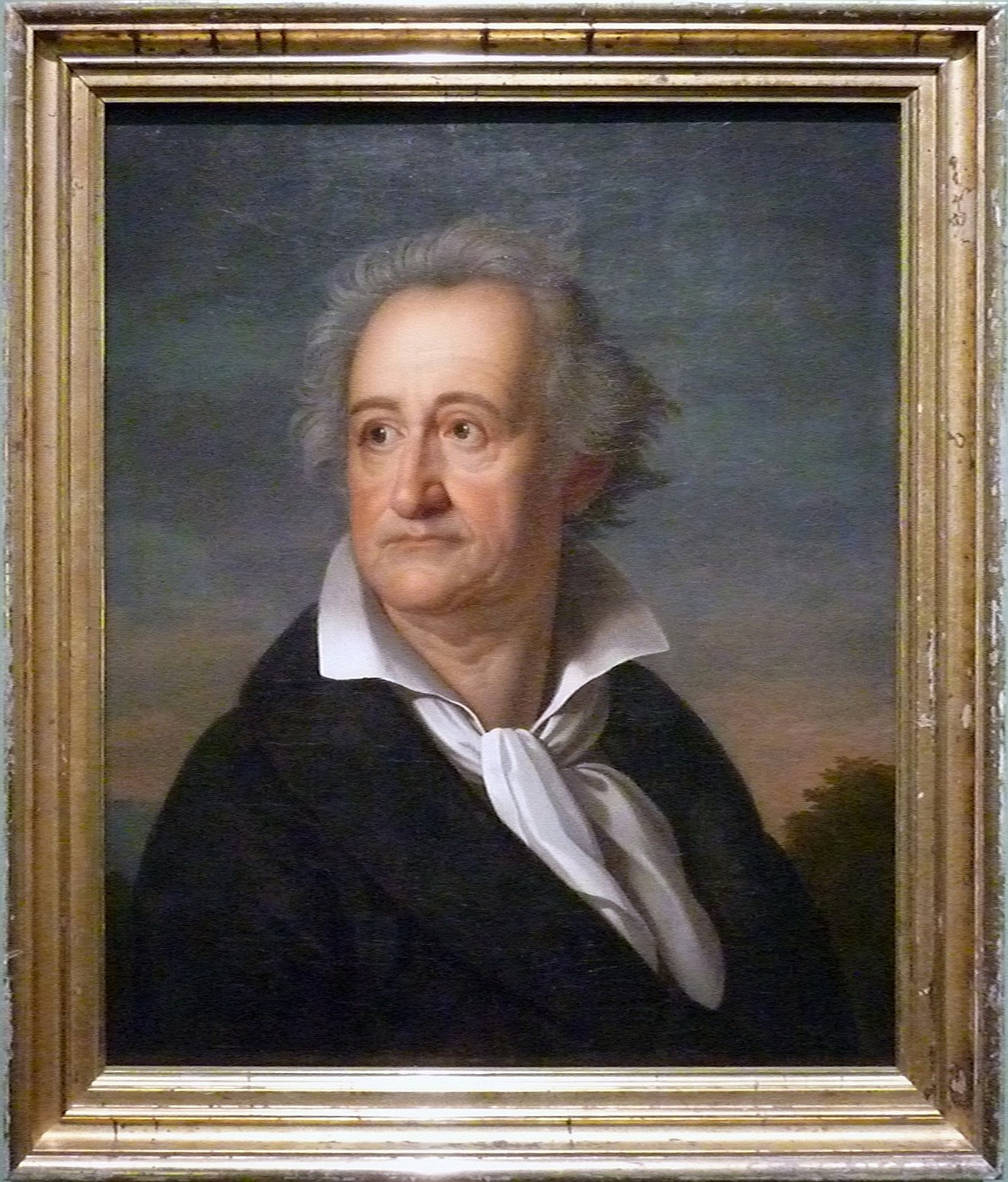
Johann Wolfgang von Goethe (bis 1826)
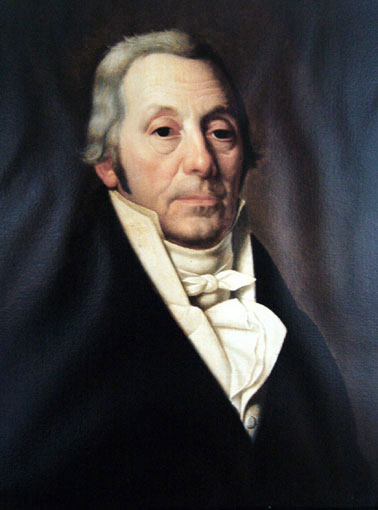
Johann Caspar Engels II.
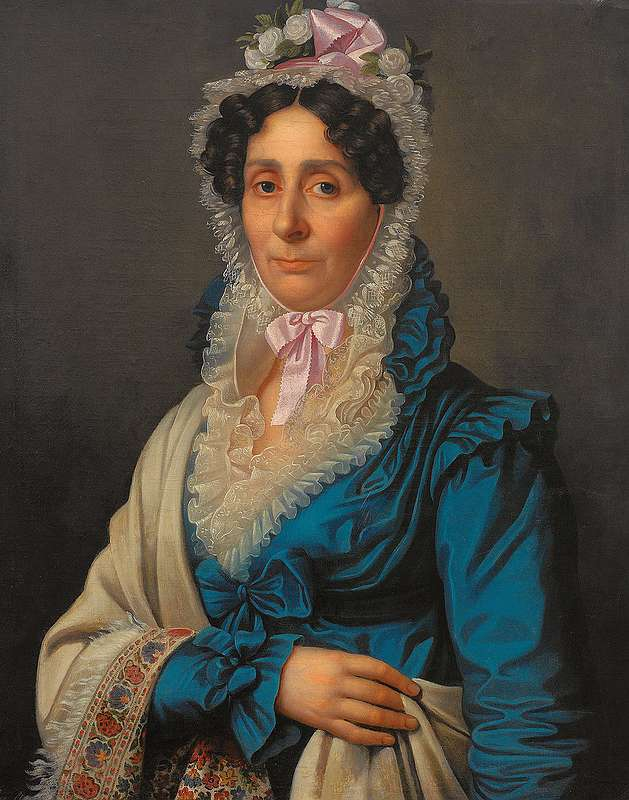
Porträt einer Dame
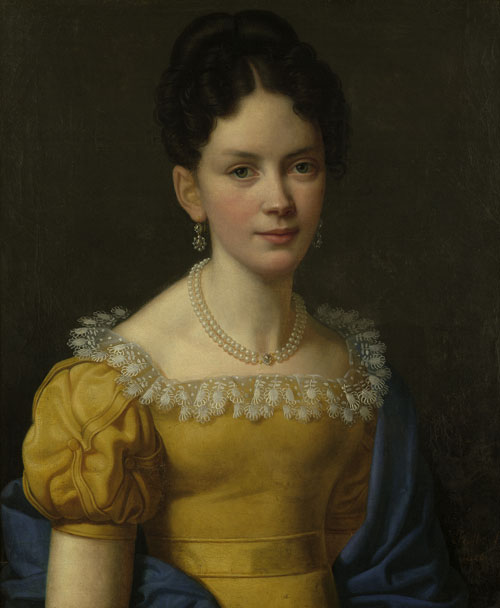
Bildnis einer jungen Dame (1826)

## Schüler (Auswahl)
| - Andreas Achenbach - Carl Clasen - Lorenz Clasen - Theodor Franken - Christian Grabau - Peter Heinrich Happel - Friedrich Hasenkox (* um 1810) - Lambert Hastenrath - Wilhelm Joseph Heine - Adolf Höninghaus - Eduard Johann Nikolaus Istas (1813–1893) - Gustav Adolf Koettgen | - Gustav Lange (Maler) - August Gustav Lasinsky - Gustav Preyer - Alfred Rethel - Carl Ludwig Scheins - Johann Wilhelm Schirmer - Joseph Anton Nikolaus Settegast - Johann Velten - Adolph Wegelin - Joseph Wilms - Carl Wingender (* um 1812 in Prüm) |